# Elite Women’s Hockey League 2004
Die Saison 2004 war die Premierenspielzeit der Elite Women’s Hockey League, einer Fraueneishockeyliga. Im ersten Jahr ihres Bestehens nahmen zwischen dem 18. September und 19. Dezember 2004 insgesamt acht Mannschaften aus Österreich, Italien, Ungarn und Slowenien teil. Der erste Meister der Liga wurde der österreichische Rekordmeister EHV Sabres Wien.

## Modus
Die acht Teilnehmer spielten in einer Doppelrunde im Ligasystem die Plätze aus, sodass jede Mannschaft 14 Partien austrug. Die Mannschaft mit den meisten Punkten gewann am Ende den Titel. Für einen Sieg – auch nach Verlängerung – erhielt eine Mannschaft zwei Punkte. Die unterlegene Mannschaft erhielt nach der regulären Spielzeit keine Punkte, bei einer Niederlage nach Verlängerung jedoch einen Punkt.

## Abschlusstabelle
| Pl. | Mannschaft             | Land       | Sp | S  | OTS | OTN | N  | Tore   | Punkte |
| --- | ---------------------- | ---------- | -- | -- | --- | --- | -- | ------ | ------ |
| 1.  | EHV Sabres Wien        | Osterreich | 14 | 11 | 0   | 1   | 2  | 83: 38 | 23     |
| 2.  | Terme Maribor          | Slowenien  | 14 | 11 | 0   | 0   | 3  | 92: 37 | 22     |
| 3.  | Agordo Hockey          | Italien    | 14 | 10 | 0   | 0   | 4  | 75: 43 | 20     |
| 4.  | HC Eagles Bozen        | Italien    | 14 | 9  | 0   | 0   | 5  | 73: 43 | 18     |
| 5.  | EC The Ravens Salzburg | Osterreich | 14 | 5  | 1   | 1   | 7  | 48: 57 | 13     |
| 6.  | UTE Marilyn Budapest   | Ungarn     | 14 | 2  | 1   | 1   | 10 | 23: 52 | 7      |
| 7.  | DEC Dragons Klagenfurt | Osterreich | 14 | 3  | 0   | 0   | 11 | 29:104 | 6      |
| 8.  | Vienna Flyers          | Osterreich | 14 | 2  | 1   | 0   | 11 | 26: 75 | 6      |

## Statistik

### Beste Scorerinnen
Abkürzungen: Sp = Spiele, T = Tore, V = Vorlagen, Pkt = Punkte, SM = Strafminuten; Fett: Saisonbestwert
| Spieler               | Team                   | Sp | T  | V  | Pkt | SM |
| --------------------- | ---------------------- | -- | -- | -- | --- | -- |
| Jasmina Rošar         | Terme Maribor          | 14 | 34 | 27 | 61  | 10 |
| Michaela Ďurčanská    | Terme Maribor          | 14 | 23 | 25 | 48  | 18 |
| Esther Kantor         | Sabres Wien            | 14 | 29 | 16 | 45  | 69 |
| Denise Altmann        | Sabres Wien            | 11 | 23 | 19 | 42  | 20 |
| Maria Leitner         | HC Eagles Bozen        | 14 | 22 | 17 | 39  | 6  |
| Věra Pančáková        | EC The Ravens Salzburg | 14 | 16 | 12 | 28  | 4  |
| Waltraud Käser        | Vienna Flyers          | 14 | 16 | 10 | 26  | 8  |
| Federica Zandegiacomo | Agordo Hockey          | 12 | 14 | 10 | 24  | 6  |
| Barbara Da Rold       | Agordo Hockey          | 14 | 12 | 12 | 24  | 16 |
| Sabrina Viel          | Agordo Hockey          | 14 | 12 | 11 | 23  | 0  |

### Beste Torhüterinnen
Abkürzungen: Sp = Spiele, TOI = Eiszeit (in Minuten), GT = Gegentore, SO = Shutouts, Sv% = gehaltene Schüsse (in %), GTS = Gegentorschnitt; Fett: Saisonbestwert
| Spieler          | Team     | Sp | TOI | GT | SO | Sv%   | GTS  |
| ---------------- | -------- | -- | --- | -- | -- | ----- | ---- |
| Sandra Borschke  | Wien     | 14 | 837 | 37 | 1  | 93,34 | 2,65 |
| Eszter Kökényesi | Budapest | 13 | 694 | 39 | 1  | 91,82 | 3,37 |